# عام لا ينسى 1919
عام لا يُنسى 1919 (الروسية: Незабываемый 1919 год، رومنة: Nezabyvaemyy 1919 god) هو فيلم عن السيرة الذاتية السوفيتية لعام 1951، من إخراج ميخائيل شيوريلي.

## طاقم التمثيل
- بوريس أندرييف في دور شيبايف
- ميخائيل جيلوفاني في دور يوسف ستالين
- بافل مولشانوف في دور فلاديمير لينين
- غافرييل بيلوف في دور ميخائيل كالينين
- بوريس أولينين في دور جريجوري زينوفايف
- نيكولاي كوميساروف في دور الجنرال نيكليودوف
- فلاديمير كينيغسون في دور بول ديوكس
- يفغيني سامويلوف في دور ألكسندر نيكليودوف
- أندريه بوبوف في دور نيكولاي نيكليودوف
- Muza Krepkogorskaya بدور ليزا خادمة المنزل
- سيرجي لوكيانوف في دور الجنرال رودزينكو
- بافيل ماسالسكي في دور العقيد فادبولسكي
- بوريس دموخوفسكي بدور أوغسطس أغار
- إيفان سولوفيوف في دور والتر كوان
- فيكتور ستانيتسين في دور ونستون تشرشل
- حنات يورا بدور جورج كليمنصو
- فيكتور كولتسوف في دور ديفيد لويد جورج
- ل. كورساكوف في دور وودرو ويلسون
- فلاديمير راتومسكي في دور بوتابوف
- جليب رومانوف كقائد للمدرعات
- ميخائيل يانشين في دور العقيد بوتكيفيتش
- نيكولاي جارين في دور ألكسندر ريبالتوفسكي
- أناستاسيا جورجييفسكايا بدور دارلينج
- مارينا كوفاليوفا بدور كاتيا دانيلوفا
- أنجلينا ستيبانوفا في دور أولغا بوتكيفيتش
- يفغيني مورغونوف بدور أناركي
- فسيفولود ساناييف في دور بوريس سافينكوف (غير معتمد)
- جورجي دانيليا في دور عازف جيتار (غير معتمد)

## الإنتاج
تم اقتباس النص من مسرحية تحمل الاسم نفسه، من تأليف فسيفولود فيشنفسكي بمناسبة عيد ميلاد ستالين السبعين في عام 1949 وفازت بجائزة ستالين. كتب رونالد هينجلي أن مسرحية فيشنفسكي «عززت سجل ستالين في الحرب الأهلية الروسية بشكل لا يمكن إدراكه». وكان أيضًا أغلى فيلم تم إنتاجه في الاتحاد السوفيتي حتى ذلك الوقت.

## روابط خارجية
عام لا ينسى 1919 على موقع IMDb (الإنجليزية)
- عام لا ينسى 1919 على موقع فيلمافينيتي (الإسبانية)
- عام لا ينسى 1919 على موقع قاعدة بيانات الفيلم (الإنجليزية)
- عام لا ينسى 1919 على موقع ليتربوكسد (الإنجليزية)
- عام لا ينسى 1919 على موقع كينوبويسك (الروسية)